# 箭內夢菜
箭内夢菜（日语：／ Yanai Yumena，2000年6月21日—），日本女演員、模特兒。出身於日本福島縣郡山市，身高166公分，血型B型，隸屬Irving。

## 經歷
- 2016年，參加了女性潮流雜誌《Seventeen》舉辦的「Miss Seventeen2016」模特兒甄選會，從6,103名報名者中脫穎而出進入最後20人決選名單，最後不幸落選。[3]。
- 2017年，參加了女性潮流雜誌《Seventeen》舉辦的「Miss Seventeen2017」模特兒甄選會，跟宮野陽名一起從5,981名報名者中脫穎而出，獲得大獎成為《Seventeen》的專屬模特。[4]
- 2018年，演出《熱舞啦啦隊》，為首次演出電視劇。[5]

## 人物
- 家中有2個弟弟和1個妹妹[2]。
- 最喜歡的食物是水果[2]。

## 出演

### 電視劇
- 熱舞啦啦隊（2018年7月13日－9月14日，TBS）－ 橘穂香[5]
- 小河劇 龍馬來了（2018年11月28日－12月19日，關西電視台）－ 本人
- 3年A班-從現在起，大家都是人質-（2019年1月6日－3月10日，日本電視台）－ 結城美咲[6]
- 我的裙子、去哪了?（2019年4月20日－6月22日，日本電視台）－ 堀江桃[7]
- 黑色校規（日语：ブラック校則 (2019年の映画)）（2019年10月14日－11月25日，日本電視台）－ 上坂樹羅凛
- Nippon Noir-刑警Y的反亂-（日语：ニッポンノワール-刑事Yの反乱-）「第9集」 （2019年12月8日，日本電視台）－ 結城美咲[8][9]
- 搖曳露營△（東京電視台）－ 犬山葵[10]
  - 搖曳露營△（2020年1月10日－3月27日）
  - 搖曳露營△SP（2021年3月29日）
  - 搖曳露營△2（2021年4月1日－6月17日）
- 盛夏的少年～19452020（2020年7月31日－9月18日，朝日電視台）－ 小泉明菜
- THE HIGH SCHOOL HEROES（2021年7月31日－9月18日，朝日電視台）－ 森村花
- 所羅門的偽證 第1話、最終話（2021年10月3日、11月21日，WOWOW）－ 女子高中生
- 毛骨悚然撞鬼經驗 2021秋之特別篇『校園的七不思議』（2021年10月23日，富士電視台）－ 中村優奈
- 明天，我會成為誰的女友（2022年4月13日－6月29日，MBS、TBS）－ 真矢萌
- 獨活女子的守則2 第2話（2022年4月14日，東京電視台）－ サバゲー女子
- 青春灰姑娘（2022年10月17日－12月25日，朝日放送電視台）－ 伊藤香
- 但是，還保有熱情（2023年4月9日－6月25日，日本電視台）－ 若林麻衣
- 我的第二青春（2023年10月17日－12月19日，TBS）－ 淺田澄香
- 9Border（2024年4月19日－，TBS）－ 西尾雙葉

### 電影
- 雪花（日语：雪の華#映画）（2019年2月1日）：飾演 綿引初美[11]
- HiGH&LOW THE WORST（2019年10月4日）：飾演 上田唯[12]
- 黑色校規（日语：ブラック校則 (2019年の映画)）（2019年11月1日）：飾演 上坂樹羅凛[13]
- 殺不了的他和死不了的她（日语：殺さない彼と死なない彼女）（2019年11月15日）：飾演 撫子[14]
- Violence Action（2022年8月19日）：飾演
- 千輝同學未免甜得過火（2023年3月3日）：飾演
- 天一亮，就想見到你（日语：夜が明けたら、いちばんに君に会いにいく）（2023年9月1日）：飾演 沙耶香

### MV
- Furachinarhythm（日语：フラチナリズム）「帰っておいで」（2017年5月17日）
- Uru「序幕」（2018年12月5日）
- 天月「儚きゴースティング」（2019年9月25日）
- 松室政哉「ハジマリノ鐘」（2020年2月10日）

## 外部連結
- 經紀公司個人介紹頁 （页面存档备份，存于）（日語）
- 箭内夢菜的Instagram帳戶